# Phichit (provincie)
Phichit is een Thaise provincie in het noorden van Thailand. In december 2002 had de provincie 591.953 inwoners, waarmee het de 43e provincie qua bevolking in Thailand is. Met een oppervlakte van 4531 km² is het de 47e provincie qua omvang in Thailand. De provincie ligt op ongeveer 344 kilometer van Bangkok. Phichit grenst aan de provincies/landen: Phitsanulok, Phetchabun, Nakhon Sawan, Kamphaeng Phet. Phichit ligt niet aan zee.

## Provinciale symbolen
|  | Het provinciale zegel toont een vijver met een vijgeboom op de voorgrond. De provinciale vlag heeft vijf banen, hiervan zijn er drie groen en twee wit, met het provinciale zegel in het midden van de vlag. De provinciale boom is Mesua ferrea (Thai: ยุนนาค bunnak). De provinciale bloem is Nymphaea lotus (Thai: ดอกบัวหลวง dok boewa hlwang). De provinciale mascotte is Crocodylus niloticus (Thai: จระเข้แม่น้ำไนล์ crakhe meanaam nil). |

## Klimaat
De gemiddelde jaartemperatuur is 28 graden.

## Politiek

### Bestuurlijke indeling
De provincie is onderverdeeld in 9 districten (Amphoe) en 3 subdistricten (King Amphoe) namelijk:
| Amphoe 1. Phichit 2. Wang Sai Phun 3. Pho Prathap Chang 4. Taphan Hin 5. Bang Mun Nak 1. Pho Thale 2. Sam Ngam 3. Tap Khlo 4. Wachirabarami | King Amphoe 1. Sak Lek 2. Bueng Na Rang 3. Dong Charoen |  |

## Prestatie-index
United Nations Development Programme (UNDP) in Thailand heeft sinds 2003 voor subnationaal niveau een Index van de menselijke prestatie (Human Achievement Index - HAI) gepubliceerd op basis van acht belangrijke gebieden van de menselijke ontwikkeling. Provincie Phichit neemt met een HAI-waarde van 0,6259 de 35e plaats in op de ranglijst. Tussen de waarden 0,6209 en 0,6342 is dit "gemiddeld".
| Hoofdgroep                    | Aantal graadmeters | Ranglijst |
| ----------------------------- | ------------------ | --------- |
| Volksgezondheid               | 7                  | 36e       |
| Onderwijs                     | 4                  | 65e       |
| Werkomstandigheden            | 4                  | 63e       |
| Huishoudelijk inkomen         | 4                  | 13e       |
| Huisvesting en leefomgeving   | 5                  | 26e       |
| Familie- en gemeenschapsleven | 6                  | 25e       |
| Transport en communicatie     | 6                  | 48e       |
| Deelname aan politiek, enz.   | 4                  | 42e       |